# Kładka przy ul. Daszyńskiego w Kłodzku
Kładka przy ul. Daszyńskiego – most dla pieszych i rowerzystów w Kłodzku o konstrukcji kamiennej nad Młynówką, łączący Stare Miasto i Przedmieście Piasek.
Pierwotna kładka, istniejąca od czasów średniowiecza, znajdowała się kilkanaście metrów na północ od obecnej, miała kamienne filary, mimo to często była niszczona przez powodzie. W związku z tym władze Kłodzka zaniechały w końcu XVII wieku jej odbudowy, ustawiając na jej miejscu rzeźbę Trójcy Świętej. Pod koniec XIX wieku, w związku z rozbudową miasta, magistrat podjął decyzję o budowie nowej kładki nieco dalej na południe, co umożliwiła wcześniejsza likwidacja murów i bram miejskich.
Pozostałością po poprzedniej kładce jest zniszczona podczas powodzi z 1997 roku figura św. Trójcy w parku Sybiraków, którą ufundowała wdowa po generale austriackim von Wallisie 12 marca 1712 r. Została zniszczona w 1997 roku i zrekonstruowana z piaskowca rok później. Przestawiono ją kilkanaście metrów wyżej przy ul. Nad Kanałem.

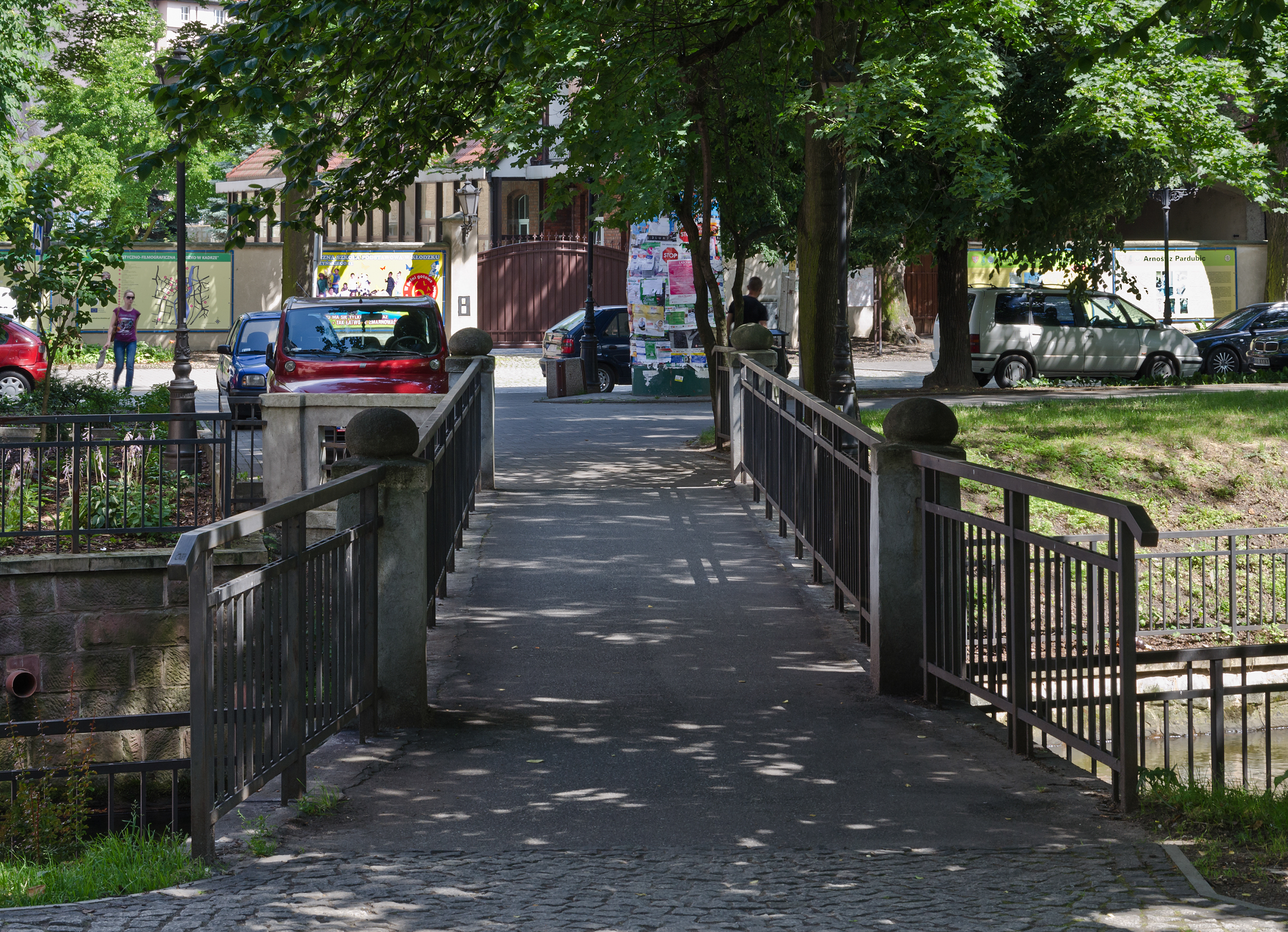
Widok od ul. Daszyńskiego
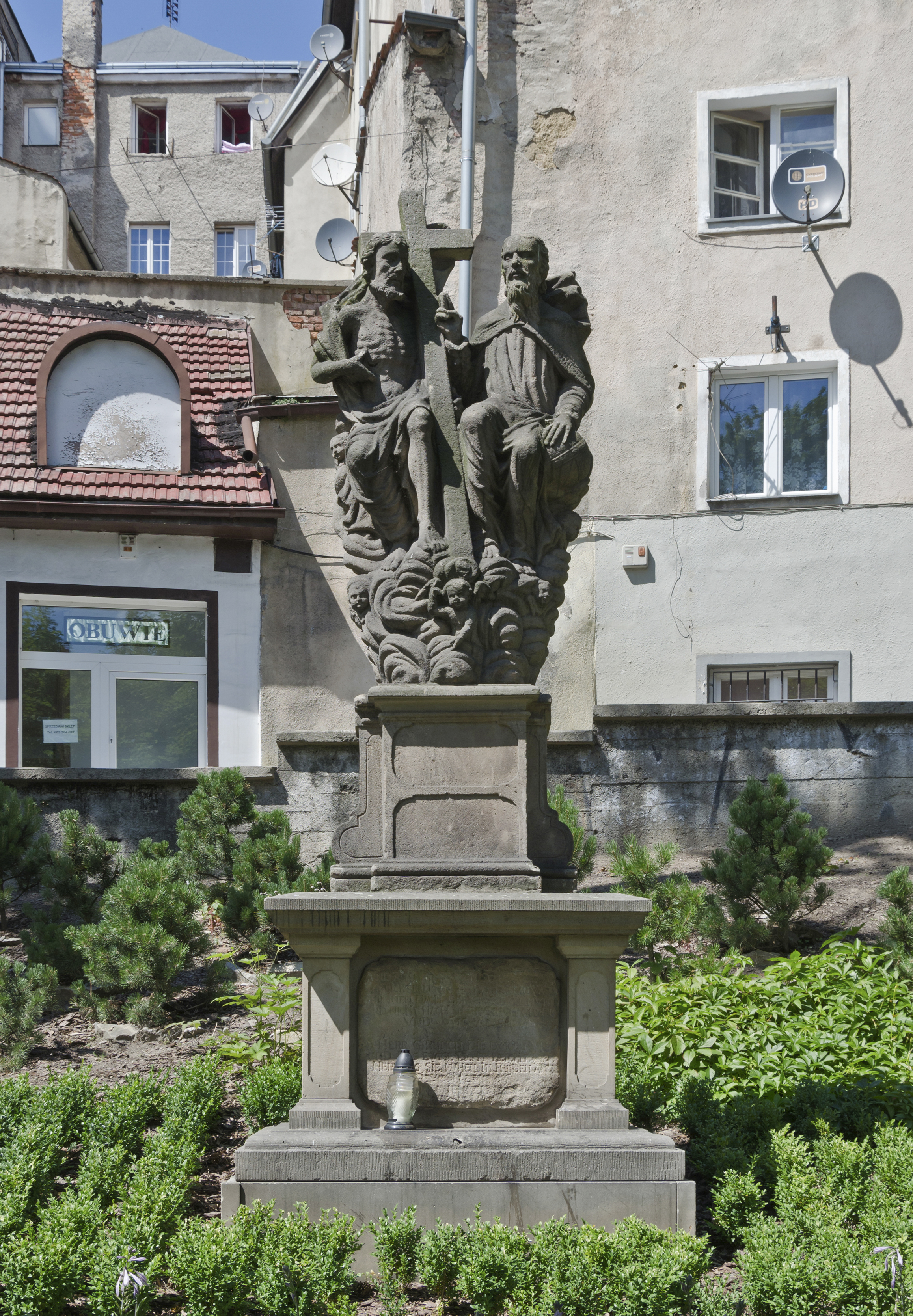
Pomnik Trójcy Świętej